# Psilotrichidae
Famille
Les Psilotrichidae sont une famille de Ciliés de la classe des Hypotrichea et de l’ordre des Urostylida.

## Étymologie
Le nom de la famille vient du genre type Psilotricha, dérivé du grec ψιλός / psilos, « nu ; dénudé ; dégarni (de poil, de cheveux) », et θριξ  / thrix), « cheveu, poil, soie, cil ».

## Description

### Genre type
Psilotricha est un petit hypotriche ovale sans cirres frontaux et transversaux différenciés. 
Les cirres ventraux et marginaux sont longs, en forme de soie et lâches. Les ventraux sont disposés en deux rangées commençant sur la partie frontale du corps cellulaire.

### Espèce type
Psilotricha acuminata a un taille de 80 à 100 μm. De forme ovale, obliquement pointue vers l’arrière, rigide, aplatie (en vue latérale). Il montre deux rangées marginales et deux rangées ventrales de cirres très lâches, rigides et minces ; aucun cirres frontaux et transversaux.
Le péristome fait la moitié de la largeur et de la longueur du corps ; la lèvre du péristome est droite, avec une rangée de cils. On note la présence de deux noyaux allongés et d’une vacuole contractile centrale gauche.

## Habitat et répartition
Psilotricha acuminata est une espèce d'eau douce, trouvée dans des fosses septiques.
Selon GBIF (30 mars 2023), les espèces de la famille des Psilotrichidae ont rarement été signalées.

## Liste des genres
Selon GBIF (30 mars 2023) :
- Hemiholosticha Gelei, 1954
- Pigostyla Tagliani, 1922
- Psilotricha Stein, 1859 genre type
  - Espèce type : Psilotricha acuminata Stein, 1859
- Psilotrix

## Systématique
Le nom valide de ce taxon est Psilotrichidae Bütschli, 1889.